# Водний дефіцит

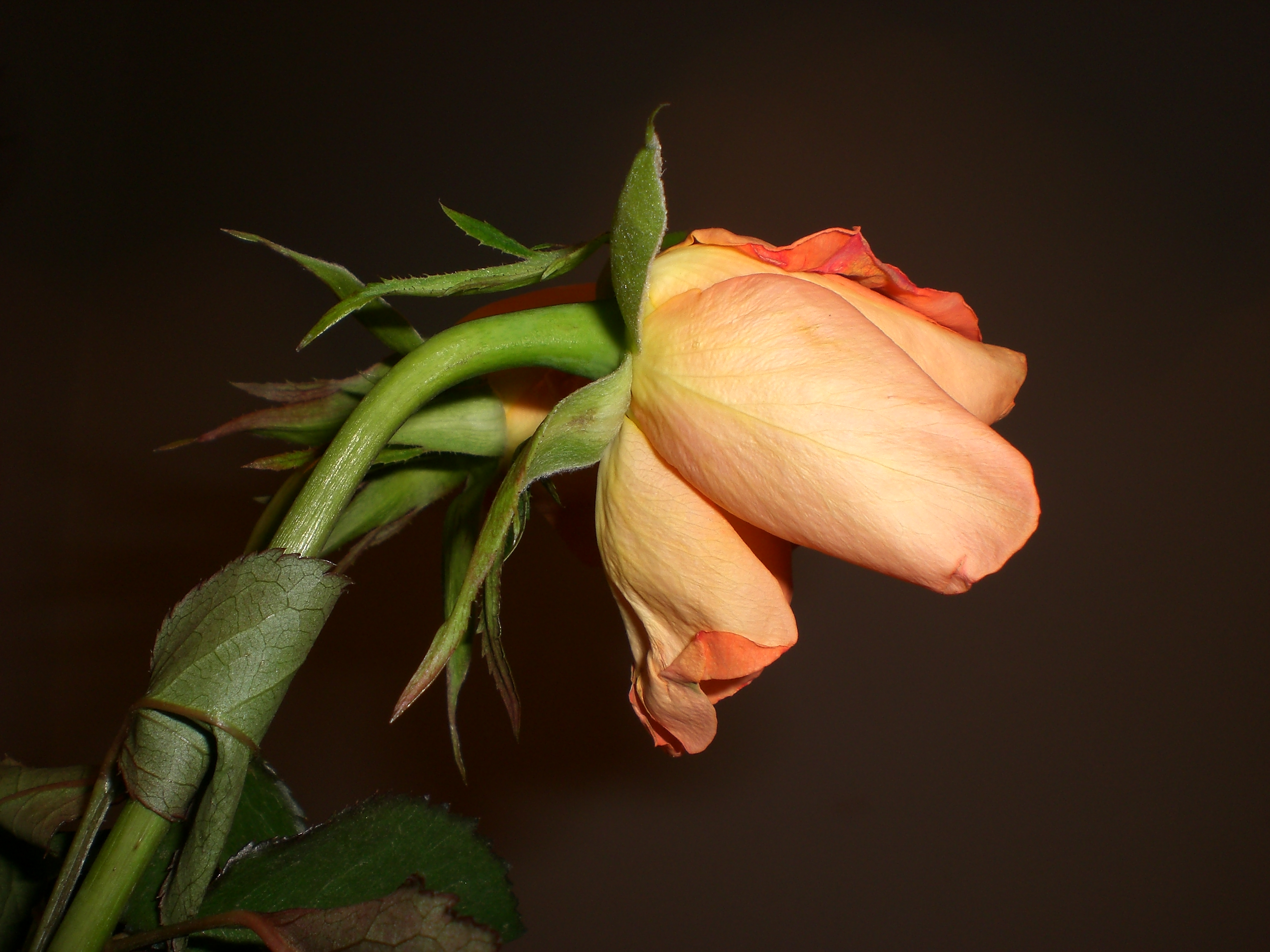
В'янення — прояв критичного водного дефіциту.

Во́дний дефіци́т — нестача води у тканинах рослин, що виникає внаслідок її значної втрати при випаровуванні або недостатньому поглинанні з ґрунту. Величина водного дефіциту виміряється як відсоток реального насичення тканин водою від повного насичення їх вологою. Водний дефіцит не слід плутати із дефіцитом водних ресурсів, як екологічно-соціальним явищем.

## Загальний опис
У природі водний дефіцит є звичним явищем: короткочасний водний дефіцит спостерігають у спекотний полудень, довготривалий — при посухах. Внаслідок зменшення водонасичення рослинних тканин навіть короткочасний водний дефіцит призводить до втрати тургору (пружності) тканин, зменшення поверхні листків та їхньої товщини. Ці явища минають після заходу сонця, оскільки коріння надолужує втрату води, що виникла опівдні. Однак за тривалої посухи прояви в'янення не минають; в цьому випадку говорять про залишко́вий во́дний дефіци́т. Такий водний дефіцит зменшує продуктивність рослин або призводить до їхньої загибелі. Окрім тривалості водного дефіциту важливим показником є його розмір. Найбільша втрата води, за якої рослина ще зберігає життєздатність, називається сублета́льним во́дним дефіци́том. Для різних видів рослин величина сублетального водного дефіциту різна, крім того його величина може різнитися навіть для листків різного віку однієї й тієї ж рослини. Зазвичай водний дефіцит у 10—25 % вважається припустимим, нестача вологи у 40 % для весняних ефемероїдів є критичною, а для літніх рослин сублетальний водний дефіцит становить 50—68 %. Найменш стійкі до водного дефіциту водолюбні рослини (гідрофіти), помірно стійки лучні та лісові рослини (мезофіти), дуже стійкі степові та пустельні рослини (ксерофіти). Молоде листя рослин чутливіше до водного дефіциту, оскільки розвивається навесні, коли запаси вологи у ґрунті ще досить великі, натомість старе листя більш витривале. Однак при глибокому водному дефіциті першими гинуть старі листки, оскільки в рослинах відбувається перерозподіл води на користь молодших органів.

## Механізм дії

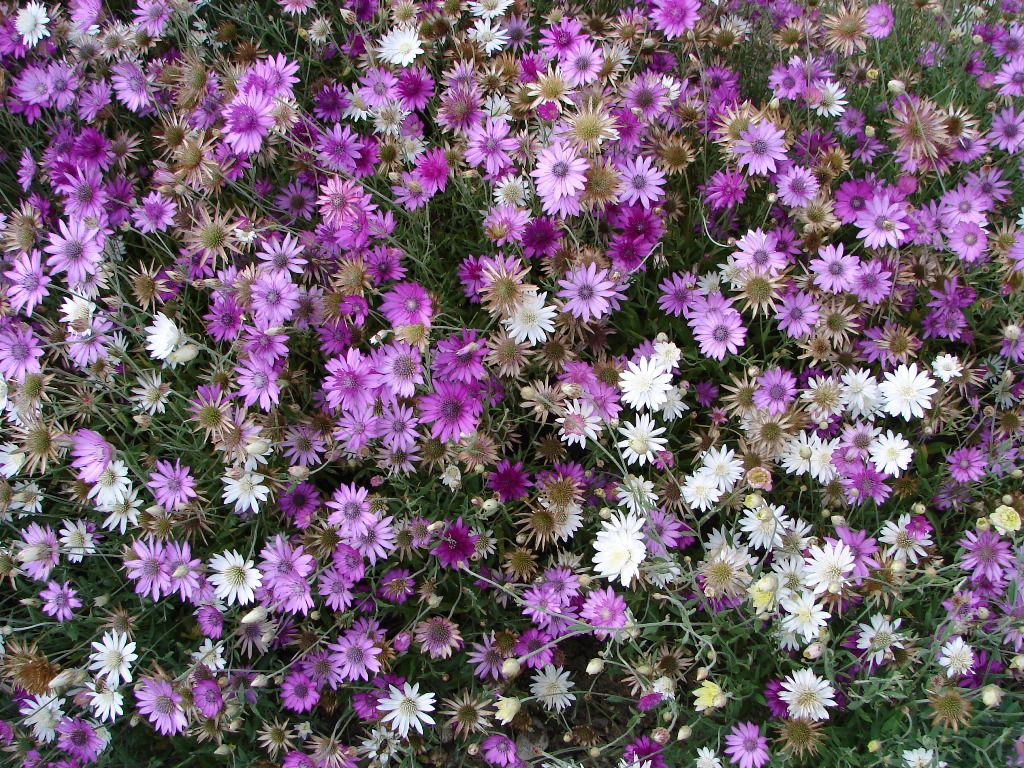
Безсмертки однорічні — рослина-ксерофіт, квіти якої не в'януть навіть при повному висиханні.

Механізм дії водного дефіциту полягає у зменшенні в тканинах рослин запасів вільної та зв'язаної води, що викликає підвищення концентрації клітинного соку і руйнацію гідратних оболонок клітинних білків. Внаслідок таких процесів ушкоджуються клітинні мембрани, клітинні ферменти зменшують свою активність, уповільнюється, а при водному дефіциті у 50 % повністю припиняється фотосинтез. При сублетальному водному дефіциті у тканинах рослин накопичуються продукти обміну (аміак, органічні кислоти), що негативно впливає на їхню життєздатність і прискорює загибель зів'ялого листя. Крім того, можливе пошкодження ДНК та РНК. У 1904 році В. Р. Заленський встановив, що водний дефіцит викликає певні морфологічні зміни у будові тканин, які повторюються у наступних генераціях листків, навіть якщо вони розвивались вже за нормальних умов (закон Заленського).
Посухостійкі рослини мають метаболічні механізми протидії негативним наслідками водного дефіциту, а саме: виробляють білки-шаперони, які захищають ДНК від критичних ушкоджень, продукують спеціальні білки теплового шоку, які адаптують тканини до перегрівання, накопичують вільні органічні кислоти, поліаміни, бетаїн, пролін — ці речовини нейтралізують надлишки аміаку. Для цих видів також характерні певні морфологічні адаптації, спрямовані на запобігання в'яненню, зокрема значний розвиток склеренхіми. Ця механічна тканина настільки міцна, що навіть при критичній нестачі води не призводить до видимих змін у листках чи стеблах — такі рослини можуть загинути від нестачі вологи без жодних ознак в'янення.

## Значення

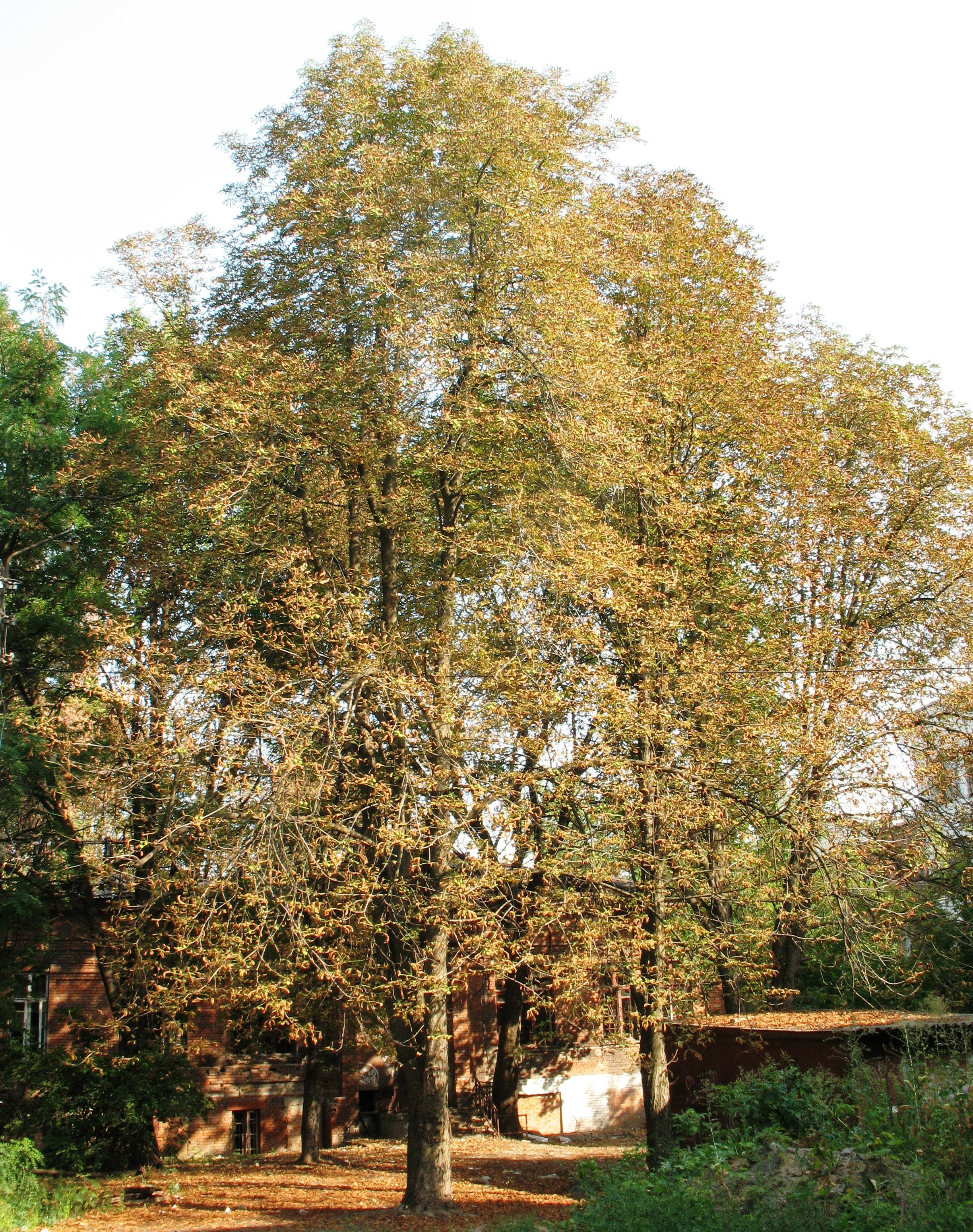
Передчасний листопад у гіркокаштанів (7 серпня, Харків, Україна). Листя у цих дерев зазвичай жовкне у вересні—жовтні, але в 2010 році внаслідок сильної літньої посухи воно почало опадати вже на початку серпня.

Регулярні незначні водні дефіцити не мають негативного впливу на рослини, оскільки компенсуються певними метаболічними змінами чи морфологічними пристосуваннями. Натомість, більш глибокі та тривалі водні дефіцити зменшують загальний розвиток надземної маси, порушують репродуктивні процеси, внаслідок чого падає біологічна та товарна продуктивність як диких, так і культурних рослин. До того ж рослини, що зазнали водного дефіциту, часто вирізняються гіршим біохімічним складом плодів, в яких меншає частка вуглеводів та білків, а тому погіршується не тільки врожайність, але й якість врожаю. Ще одним проявом водного дефіциту є передчасне старіння рослин. Скорочення вегетаційного періоду призводить до «вигоряння» рослинності при посухах на великих площах, а це підвищує ймовірність пожеж, вітрову ерозію тощо.
Зв'язок між посухами та низькою врожайністю відомий з прадавніх часів і від початку розвитку сільського господарства значні зусилля спрямовуються на їхнє подолання. Саме боротьбі з посухами людство завдячує появі зрошувальних систем, а виведення посухостійких сортів є одним з основних напрямків селекції рослин.
Разом з тим відомі і позитивні наслідки водних дефіцитів. Так, у злаків незначний водний дефіцит пришвидшує наливання зерна і підвищує його білковість, у плодово-ягідних і баштанних культур при водному дефіциті активізується розпад полісахаридів на моно- та дисахариди, що підвищує вміст цукрів у плодах і покращує їхній смак.